# Памятник Александре Павловне в Павловске
Памятник Александре Павловне в Павловском парке — памятник русского классицизма работы Ивана Мартоса.

## Описание
Посвящен великой княжне Александре Павловне, скончавшейся в 1801 году, установлен по воле её матери императрицы Марии Федоровне (как и монумент её сестре — Памятник Елене Павловне «На острову»). Памятник стоял на берегу реки Славянки, у Висконтиева моста: на этом месте княжна, будучи ребёнком, ухаживала за своим садиком.
Монумент представлял собой скульптуру, установленную в беседке: молодая девушка подняла взор к небу, рядом с ней коленопреклоненный ангел гасил опущенный факел. То есть, памятник изображает Гения, удерживающего летящую ввысь прелестную женщину, по словам В. А. Жуковского — «более небесную, нежели земную».
Открытый 27 июня 1814 года, монумент был сделан из алебастра, но уже в следующем году его заменили мраморными фигурами на постаменте из лабрадорита.
Четырёхколонная беседка возведена по проекту Карло Росси.
Ансамбль пережил 1917 год, однако деревянная беседка сгорела незадолго до Великой Отечественной войны в результате поджога, а постамент был уничтожен во время Великой Отечественной войны (на этом месте сохранились обломки постамента и фрагменты цоколя с остатками железного крепежа). Статуя работы Мартоса, однако, уцелела. Согласно информации из научной справки архива ГМЗ «Павловск», после открытия Павловского парка в 1950 году статуя была перемещена на опустевший к тому времени постамент памятника великому князю Вячеславу Константиновичу вместо скульптуры коленопреклоненного ангела. Там она простояла до 1956 года, когда была перенесена во дворец и был возвращён статус кво: в беседку обратно была поставлена скульптура ангела.
Ныне статуя экспонируется в Оркестровой комнате Павловского дворца вместе с другими перемещенными мемориальными работами Мартоса.
Авторская мраморная модель памятника (1816 год) находится в собрании Русского музея, куда поступила в 1925 году из Шуваловского дворца-музея.

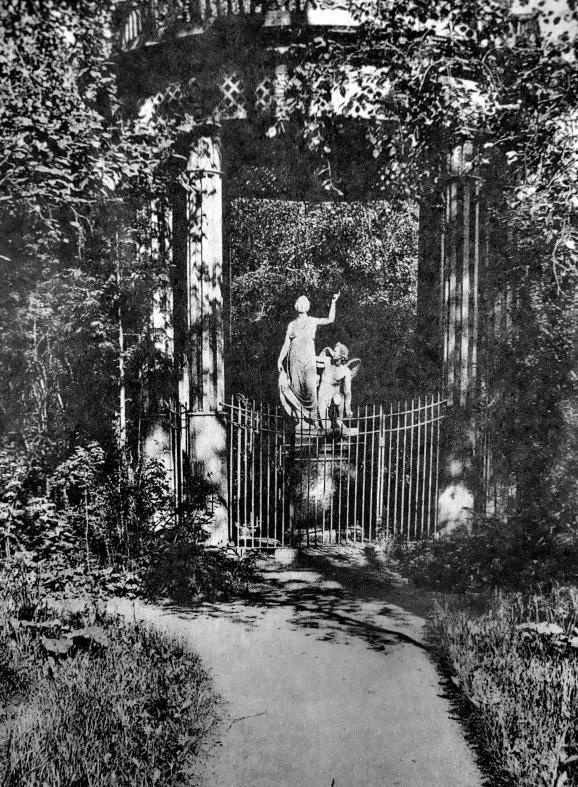
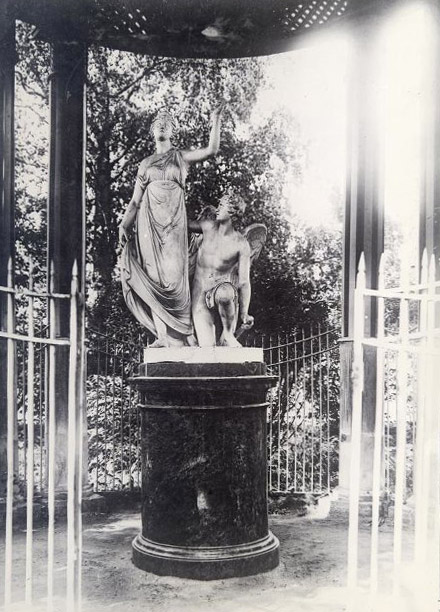
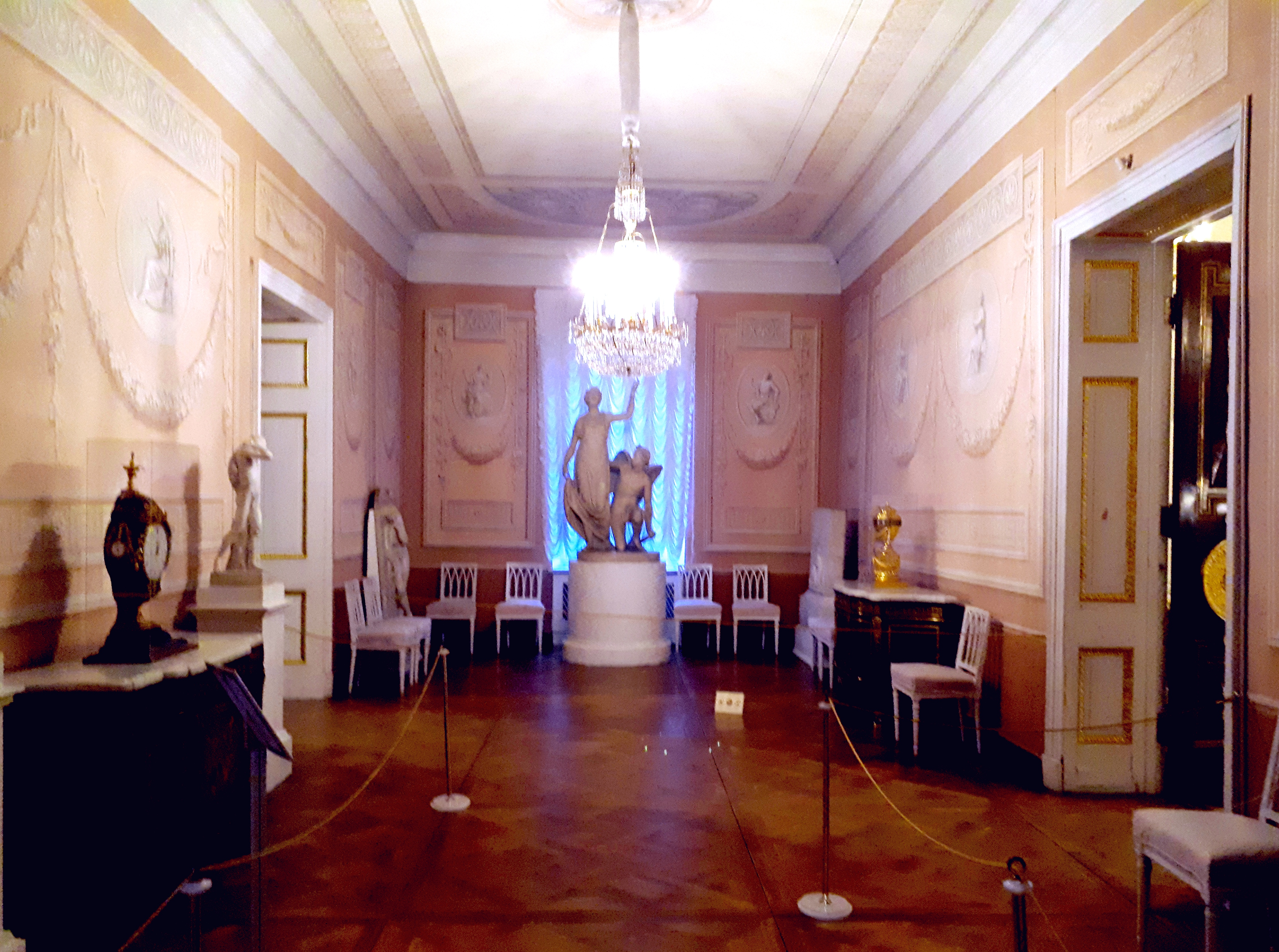